# Чемпионат Европы по волейболу среди девушек 2018
13-й Чемпионат Европы по волейболу среди девушек (финальный турнир) проходил с 13 по 21 апреля 2018 года в Софии (Болгария) с участием 12 сборных команд, составленных из игроков не старше 17 лет. Чемпионский титул в 4-й раз в своей истории и в 3-й раз подряд выиграла юниорская сборная России.
С текущего первенства изменён возрастной ценз игроков, до этого составлявший 18 лет, а сами чемпионаты стали проводиться по чётным годам (до этого (с 1995 по 2017) проходили по нечётным).

## Команды-участницы
Болгария  — команда страны-организатора;
Беларусь, Венгрия, Германия, Италия, Нидерланды, Россия, Румыния, Сербия, Словения, Турция, Украина — по результатам квалификации.

## Квалификация
Квалификация (отборочный турнир) чемпионата прошла в период с 4 по 7 января 2018 года с участием 29 команд. Были разыграны 11 путёвок в финальный турнир европейского первенства. От квалификации освобождена Болгария (команда страны-организатора). 
Отборочный турнир включал один групповой этап, Победители соревнований в группах и три команды, финишировавшие вторыми с лучшими показателями, получили путёвки в финальную стадию чемпионата Европы. Для составления рейтинга вторых команд учитывались результаты их матчей с 1-й и 3-й командами групп.
| Место | Группа A ( Плоешти) | Группа B ( Бассано-дель-Граппа) | Группа C ( Оломоуц) | Группа D ( Анапа) |
| ----- | ------------------- | ------------------------------- | ------------------- | ----------------- |
| 1     | Румыния             | Италия                          | Словения            | Россия            |
| 2     | Бельгия             | Польша                          | Испания             | Франция           |
| 3     | Швейцария           | Хорватия                        | Чехия               | Финляндия         |
| 4     | Швеция              | Австрия                         | Исландия            |                   |

| Место | Группа E ( Рума) | Группа F ( Черкассы) | Группа G ( Мишкольц) | Группа H ( Грюнхайде) |
| ----- | ---------------- | -------------------- | -------------------- | --------------------- |
| 1     | Сербия           | Украина              | Турция               | Беларусь              |
| 2     | Нидерланды       | Греция               | Венгрия              | Германия              |
| 3     | Эстония          | Латвия               | Португалия           | Израиль               |
| 4     |                  |                      | Словакия             | Дания                 |

## Система розыгрыша
Соревнования состояли из предварительного этапа и плей-офф. На предварительной стадии 12 команд-участниц были разбиты на 2 группы, в которых играли в один круг. По две лучшие команды из групп вышли в полуфинал плей-офф и далее определили призёров чемпионата. По такой же системе итоговые 5—8-е места разыграли команды, занявшие в группах 3—4-е места.
Первичным критерием при распределении мест в группах являлось общее количество побед. При равенстве этого показателя в расчёт последовательно брались количество очков, соотношение партий, мячей, результаты личных встреч. За победы со счётом 3:0 и 3:1 команды получали по 3 очка, за победы 3:2 — по 2 очка, за поражения 2:3 — по 1 очку, за поражения 0:3 и 1:3 очки не начислялись.

## Игровые арены
София
- В многофункциональной «Армеец Арене» прошли матчи группы 1 предварительного этапа чемпионата. Вместимость — 12370 зрителей. Открыта в 2011 году.
- В волейбольном зале «Христо Ботев» прошли матчи группы 2 предварительного этапа чемпионата и поединки плей-офф. Вместимость — 1500 зрителей. Открыт в 1980 году.

## Предварительный этап
|  | Прошедшие в плей-офф за 1—4 места |
|  | Прошедшие в плей-офф за 5—8 места |

### Группа 1
| М | Команда  | 1   | 2   | 3   | 4   | 5   | 6   | И | В | П | С/П   | О  |
| - | -------- | --- | --- | --- | --- | --- | --- | - | - | - | ----- | -- |
| 1 | Россия   |     | 2:3 | 3:1 | 3:1 | 3:1 | 3:0 | 5 | 4 | 1 | 14:6  | 13 |
| 2 | Болгария | 3:2 |     | 1:3 | 3:2 | 3:1 | 3:2 | 5 | 4 | 1 | 13:10 | 9  |
| 3 | Словения | 1:3 | 3:1 |     | 3:1 | 1:3 | 3:1 | 5 | 3 | 2 | 11:9  | 9  |
| 4 | Беларусь | 1:3 | 2:3 | 1:3 |     | 3:1 | 3:0 | 5 | 2 | 3 | 10:10 | 7  |
| 5 | Сербия   | 1:3 | 1:3 | 3:1 | 1:3 |     | 3:1 | 5 | 2 | 3 | 9:11  | 6  |
| 6 | Венгрия  | 0:3 | 2:3 | 1:3 | 0:3 | 1:3 |     | 5 | 0 | 5 | 4:15  | 1  |

13 апреля
Беларусь — Сербия 3:1 (25:21, 25:21, 21:25, 25:17); Болгария — Россия 3:2 (25:18, 23:25, 25:17, 19:25, 15:12); Словения — Венгрия 3:1 (25:18, 25:20, 22:25, 25:14).
14 апреля
Россия — Беларусь 3:1 (21:25, 25:16, 25:17, 25:13); Сербия — Словения 3:1 (26:28, 25:22, 25:20, 25:20); Болгария — Венгрия 3:2 (18:25, 25:20, 29:31, 25:23, 15:7).
15 апреля
Россия — Сербия 3:1 (25:18, 22:25, 25:21, 25:21); Словения — Болгария 3:1 (25:18, 19:25, 25:17, 25:18); Беларусь — Венгрия 3:0 (25:20, 25:18, 25:21).
17 апреля
Россия — Словения 3:1 (25:23, 25:18, 21:25, 25:12); Болгария — Беларусь 3:2 (21:25, 16:25, 25:19, 25:21, 15:13); Сербия — Венгрия 3:1 (19:25, 25:21, 25:23, 25:22).
18 апреля
Словения — Беларусь 3:1 (27:25, 25:22, 20:25, 25:19); Россия — Венгрия 3:0 (25:21, 25:4, 25:22); Болгария — Сербия 3:1 (25:19, 25:21, 20:25, 25:22).

### Группа 2
| М | Команда    | 1   | 2   | 3   | 4   | 5   | 6   | И | В | П | С/П  | О  |
| - | ---------- | --- | --- | --- | --- | --- | --- | - | - | - | ---- | -- |
| 1 | Италия     |     | 3:1 | 3:0 | 3:1 | 3:0 | 3:0 | 5 | 5 | 0 | 15:2 | 15 |
| 2 | Турция     | 1:3 |     | 3:2 | 3:2 | 3:1 | 3:1 | 5 | 4 | 1 | 13:9 | 10 |
| 3 | Германия   | 0:3 | 2:3 |     | 3:0 | 3:1 | 3:1 | 5 | 3 | 2 | 11:8 | 10 |
| 4 | Румыния    | 1:3 | 2:3 | 0:3 |     | 3:2 | 2:3 | 5 | 1 | 4 | 8:14 | 4  |
| 5 | Нидерланды | 0:3 | 1:3 | 1:3 | 2:3 |     | 3:1 | 5 | 1 | 4 | 7:13 | 4  |
| 6 | Украина    | 0:3 | 1:3 | 1:3 | 3:2 | 1:3 |     | 5 | 1 | 4 | 6:14 | 2  |

13 апреля
Германия — Нидерланды 3:1 (21:25, 25:18, 25:16, 25:17); Турция — Украина 3:1 (25:23, 26:24, 16:25, 27:25); Италия — Румыния 3:1 (25:14, 22:25, 25:11, 25:19).
14 апреля
Германия — Украина 3:1 (25:19, 25:19, 18:25, 25:23); Италия — Нидерланды 3:0 (25:14, 25:12, 25:12); Турция — Румыния 3:2 (25:23, 26:24, 26:28, 17:25, 15:9).
15 апреля
Нидерланды — Украина 3:1 (18:25, 25:19, 25:16, 25:18); Италия — Турция 3:1 (25:15, 25:16, 14:25, 25:18); Германия — Румыния 3:0 (27:25, 26:24, 25:16).
17 апреля
Италия — Украина 3:0 (25:14, 25:17, 25:12); Турция — Германия 3:2 (25:12, 25:22, 22:25, 25:27, 17:15); Румыния — Нидерланды 3:2 (25:19, 21:25, 17:25, 25:21, 15:11).
18 апреля
Италия — Германия 3:0 (25:16, 25:11, 25:13); Украина — Румыния 3:2 (22:25, 25:20, 14:25, 25:23, 15:12); Турция — Нидерланды 3:1 (25:21, 25:19, 21:25, 25:18).

## Плей-офф

### Полуфинал за 5—8-е места
20 апреля
Румыния — Словения 3:2 (26:24, 18:25, 20:25, 27:25, 15:10).
Беларусь — Германия 3:1 (17:25, 25:23, 26:24, 25:19).

### Полуфинал за 1—4-е места
20 апреля
Россия — Турция 3:0 (25:18, 25:18, 25:14).
Италия — Болгария 3:1 (21:25, 25:22, 25:10, 28:26).

### Матч за 7-е место
21 апреля
Германия — Словения 3:2 (23:25, 19:25, 25:17, 25:20,15:7).

### Матч за 5-е место
21 апреля
Румыния — Беларусь 3:0 (25:16, 25:21, 25:11).

### Матч за 3-е место
21 апреля
Турция — Болгария 3:1 (25:21, 25:20, 21:25, 25:19).

### Финал
21 апреля
Россия — Италия 3:1 (30:28, 26:24, 20:25, 26:24). Отчёт

## Итоги

### Положение команд
| Место | Команда    |
| ----- | ---------- |
| 1     | Россия     |
| 2     | Италия     |
| 3     | Турция     |
| 4     | Болгария   |
| 5     | Румыния    |
| 6     | Беларусь   |
| 7     | Германия   |
| 8     | Словения   |
| 9—10  | Сербия     |
| 9—10  | Нидерланды |
| 11—12 | Украина    |
| 11—12 | Венгрия    |

Россия, Италия, Турция, Болгария, Румыния, Беларусь квалифицировались на чемпионат мира среди девушек 2019.

### Призёры
Россия: Елизавета Кочурина, Валерия Перова, Полина Матвеева, Елизавета Гошева, Вита Акимова, Елизавета Попова, Орталь Ивги, Александра Мурушкина, Варвара Шубина, Елизавета Апаликова, Валерия Горбунова, Наталья Слаутина. Главный тренер — Светлана Сафронова.
  Италия: Софи Андреа Блази, Алессия Больцонетти, Катарина Булович, Эмма Каньин, Клаудия Консоли, Сара Кортелла, Джорджия Фрозини, Эмма Грациани, София Монца, Линда Нвакалор, Ловет Оморуйи, Анна Пеллоя. Главный тренер — Марко Менкарелли.
  Турция: Хилал Коджакара, Суде Хаджимустафаоглу, Мелиса Темиз, Чагла Салих, Сабире Караджаова, Ханифе Озайдынлы, Туна Четинай, Пелин Эроктай, Дамла Токман, Ипар Курт, Элиф Эричек, Гюльдже Гючтекин. Главный тренер — Бюлент Гюнеш.

### Индивидуальные призы
| - MVP Валерия Горбунова - Лучшая связующая Полина Матвеева - Лучшие центральные блокирующие Елизавета Кочурина Клаудия Консоли | - Лучшая диагональная Суде Хаджимустафаоглу - Лучшие доигровщицы Александра Георгиева Ловет Оморуйи - Лучшая либеро Гюльдже Гючтекин |